# Tonya
La tonya, també dita mona, pa socarrat, fogassa, coca bova (a la Marina Alta) o panou (a la Safor), és una coca rodona feta de blat de xeixa, patata, ous, oli i sucre, i que es menja principalment per les festes de Pasqua al País Valencià.
Es consumeix tot l'any, encara que és típic de les festes de Pasqua, quan sovint s'elabora amb forma d'animalets i amb un ou dur al damunt, que aleshores es diu mona de Pasqua.
Encara que els ingredients poden ser diferents en cada comarca, la majoria estan fetes amb una massa de farina, ous, oli, sucre i, de vegades, creïlla, farcida o no.
La tonya té forma circular i se solen fer de moltes formes si duen ou o no al damunt. De la forma tradicional de mitja esfera gran o menuda, a la forma allargada que es diu suís o la forma de rosca amb l'ou enmig de la mona. En molts llocs, com ara la Vila Joiosa o Xixona, és costum prendre tonyetes a nadal el que va inspirar la cançó popular «Doneu-me tonyetes que ja ve Nadal».
A Catalunya, el més semblant a la tonya és el brioix, amb els mateixos ingredients i consistència, però aquest no du sucre al damunt ni, per tant, sembla socarrat, a més de dur mantega en lloc d'oli.

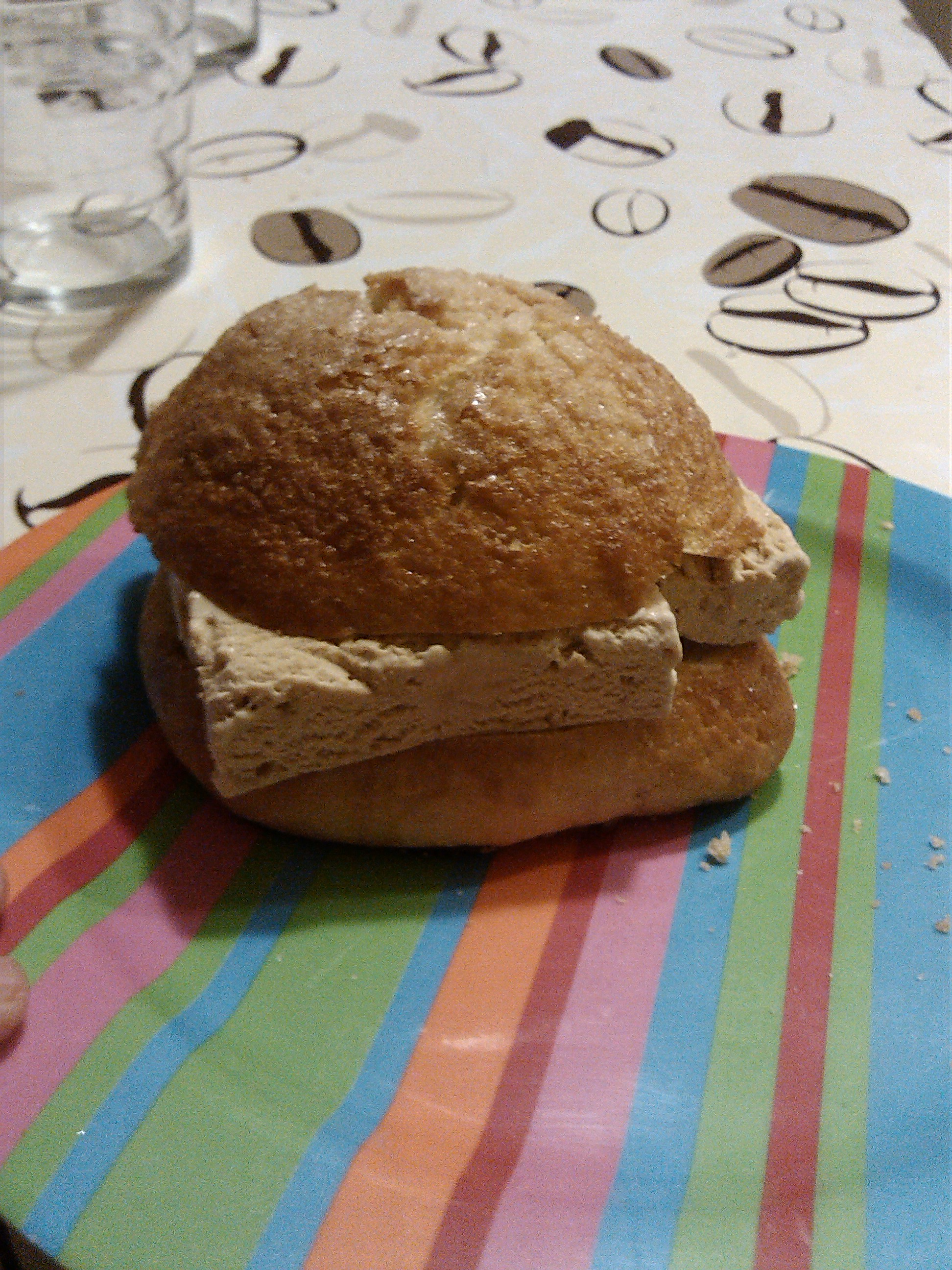
Tonya amb una tallada de gelat de barra
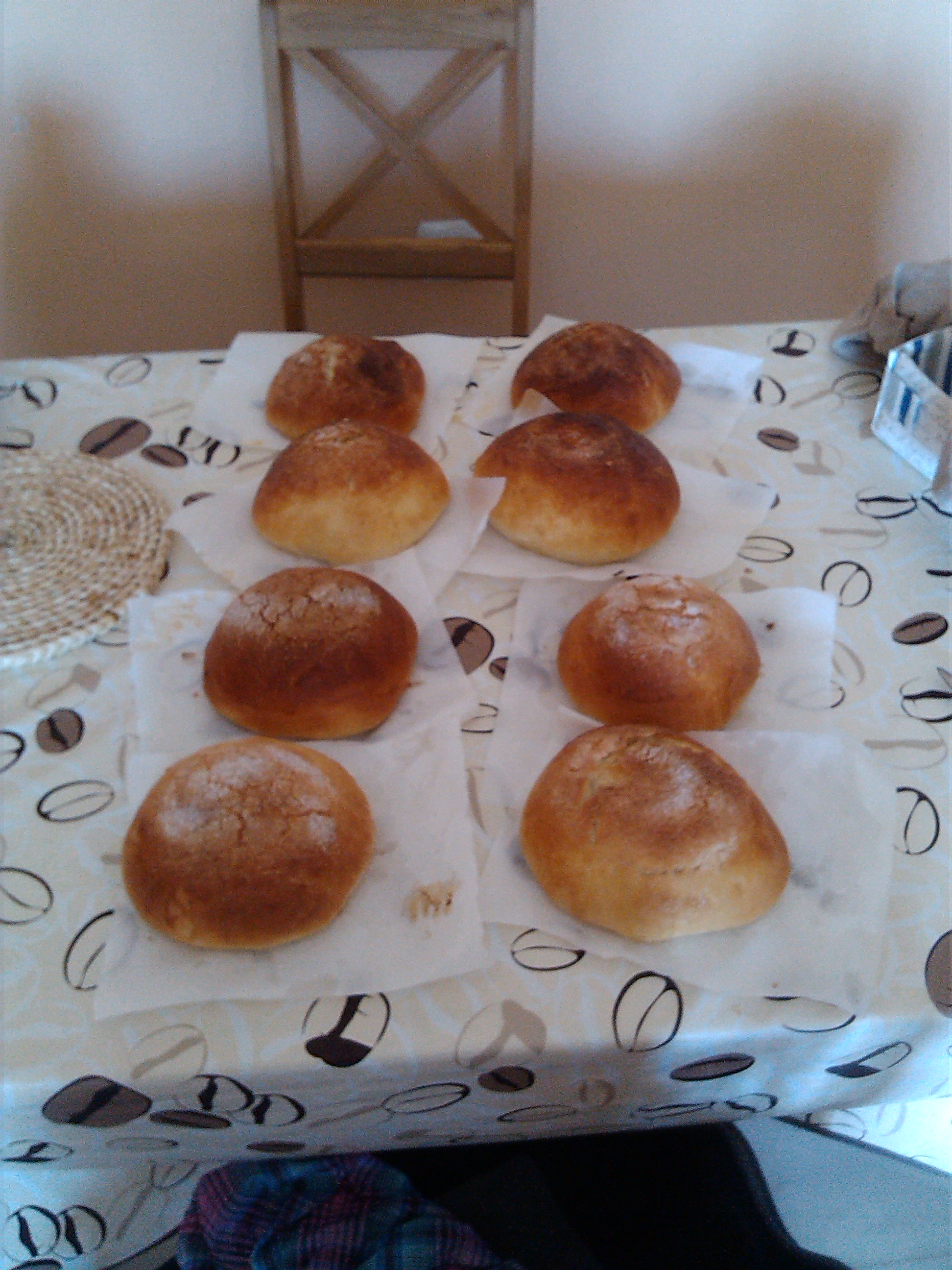
Tonyes, mones, panous, fogasses, pans socarrats